# Protaetia sutteri
Protaetia sutteri är en skalbaggsart som beskrevs av Schein 1956. Protaetia sutteri ingår i släktet Protaetia och familjen Cetoniidae. Inga underarter finns listade i Catalogue of Life.